# Ko-Ko

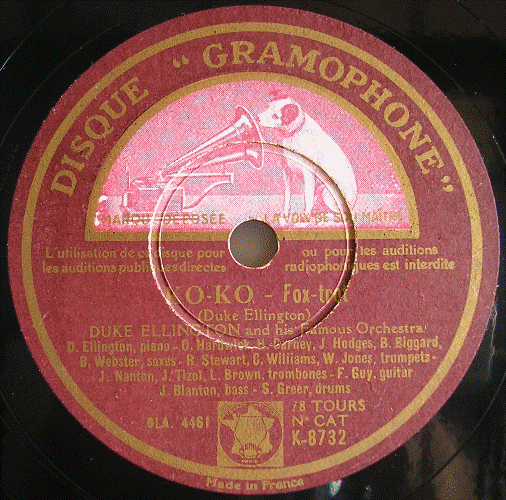
Duke Ellington Orchestra: „Ko-Ko“

Ko-Ko ist eine Jazz-Komposition von Duke Ellington aus dem Jahr 1940.

## Hintergrund der Komposition
Ellingtons Komposition Ko-Ko gehörte zu der Reihe von Stücken, die der Pianist mit seinem Orchester zwischen März und Oktober 1940 für Victor einspielte, wie das Concerto For Cootie,  Cotton Tail, Bojangles, Harlem Air Shaft, Warm Valley und In a Mellotone, die als klassische Stücken der „Blanton-Webster-Band“ gelten und deren Ersteinspielungen stark durch die Neuzugänge Jimmy Blanton, Ben Webster und Billy Strayhorn geprägt war.

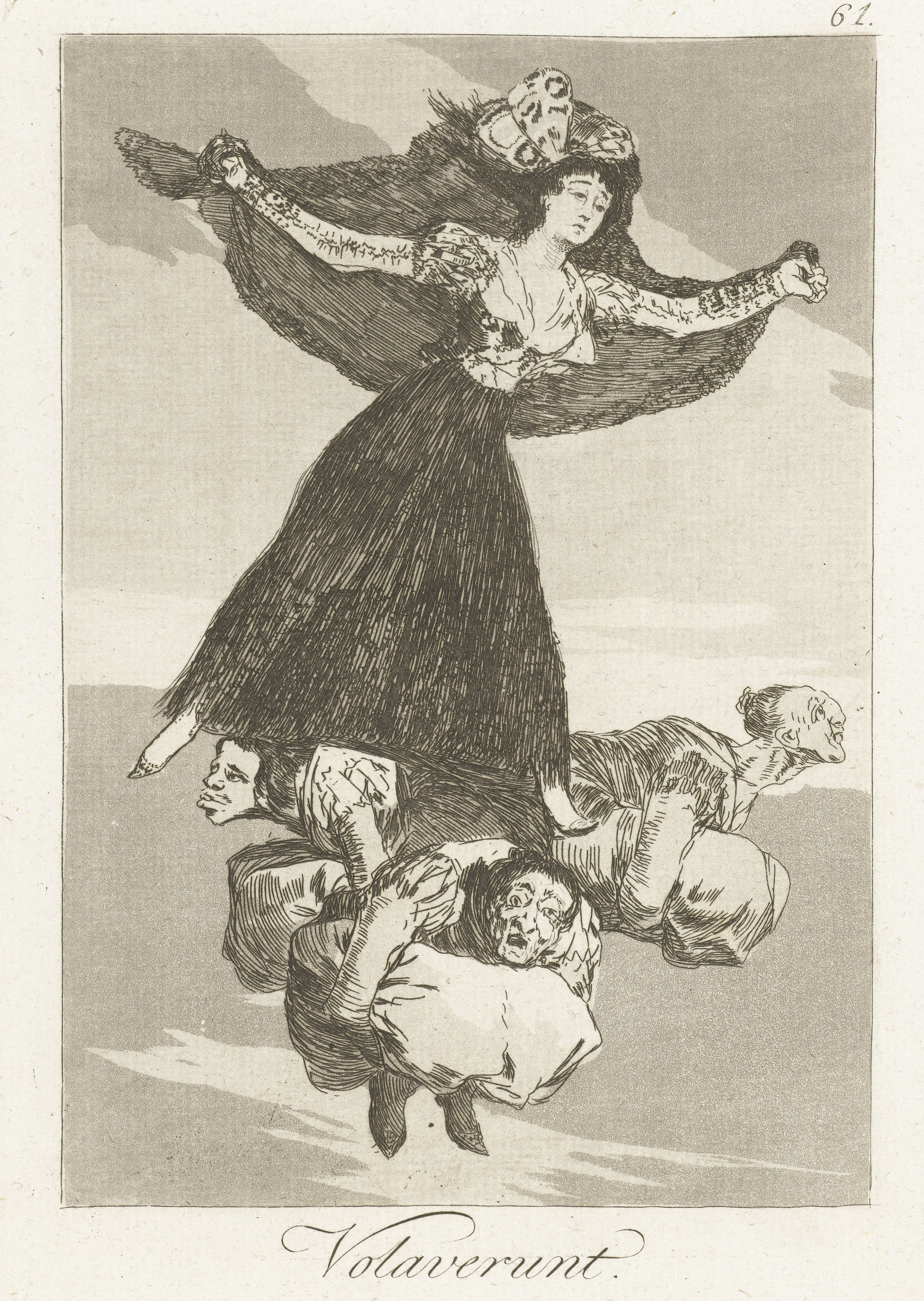
Goya: Los Caprichos 61

In seiner Ellington-Biographie geht James Lincoln Collier ausführlich auf diese Komposition ein, die „in der gegebenen Form klassisch ist“. Er fühlte sich dabei an Goyas Fliegende Hexen erinnert, „die wild über eine desolate Landschaft rasen.“

„Ko-Ko hat einen intensiven, fast satanischen drive. Die Intensität allein ist furchterregend. Carneys Bariton bedroht uns von der Introduktion an, und die Pedalnoten mit ihrer Weigerung, sich zu bewegen, sich den Harmonien anzupassen, sind mitleidlos.“

Duke Ellington sagte zu seiner Komposition, dass sie als eine Beschreibung des Congo Square
in New Orleans zu verstehen sei, „wo der Jazz geboren sei,“ und das Stück somit ein Teil der Musical History of the Negro People sei, der er sich schließlich mit der Suite Black, Brown and Beige widmete.

## Musikalische Analyse
Ko-Ko ist „ein zwölftaktiker Blues in E♭-Moll mit einer achttaktigen Introduktion, die am Schluss als eine viertaktige Coda rekapituliert wird,“ so Collier. Harmonisch sei es eine „Übung im Orgel- oder Pedalpunkt (...) Bei Ellingtons Ko-Ko sind die Introduktion und fünf bis sieben Chorusse um Pedaltöne herum gebaut: Das tiefe E♭ des Baritonsaxophons in der Introduktion und das E♭ zwei Oktaven höher von Tizol im ersten Chorus, ein A♭ von den Saxophonen in unisono im zweiten und dritten Chorus und ein B im vierten Chorus, ebenfalls von den Saxophonen un unisono, sowie ein F von den Trompeten im fünften Chorus.“ Collier weist darauf hin, dass die Pedaltöne – wie im Orgelspiel üblich – nicht kontinuierlich gehalten, sondern wiederholt werden. Harmonisch sei das Stück auf jeden Fall recht dissonant, besonders in den beiden letzten Chorussen.

Juan Tizol (1943)

Strukturell sei das Stück „in Schichten“ aufgebaut, welche „die verwendeten Harmonien zunehmend komplex machen; die Komplexität ist jedoch linear entwickelt, und jede aufeinanderfolgende Lage bleibt hörbar und zugänglich“; im Verlauf des Stückes nehme die Anzahl der Stimmen, die zugleich sprechen, allgemein zu:
- [0:00] – Introduktion: Die Pedalstimme wird von den Posaunen beantwortet; der erste Chorus besteht aus Tizols Pedal-Es gegen eine Figur der Holzbläser.
- [0:14] – Im zweiten Chorus wird die Pedalstimme durch eine kurze Riff-Figur des Blechs mit Plunger-Dämpfer und Nanton, der mit dem plunger „klagt“, betont.
- [0:32] – Dies wird im dritten Chorus fortgesetzt, in dem Ellingtons Piano erste tastende Akzente setzt.
- [1:02] – Der vierte Chorus hat Trompeten mit plunger-Dämpfern, die die Pedalnote betonen, „während Ellington alles mit exzentrischen und sehr dissonanten Klavierfiguren unterlegt.“[1]
- [1:28] – Der fünfte Chorus enthält vier Stimmen: ein Pedal-F von den Trompeten, zwei separate Saxophon-Figuren und Punktierung durch die plunger-Posaunen.
- [1:48] Der sechste Chorus ist eine Ruf-und-Antwort-Passage zwischen dem Orchester und dem Bass, „doch der Ruf des Orchesters besteht aus vier verschiedenen Stimmengewirr hören, das plötzlich beginnt und endet, so wie auch der Bass erscheint und verschwindet.“[1] In diesem
- [2:23] – bzw. im siebten Chorus gibt es keinen Pedalpunkt; aber hier seien die Akkorde so dissonant, dass eine Pedalstimme kaum wahrgenommen werden könne.[1]

Im Hinblick auf das Timbre und die Tonfarben sei Ko-Ko „ein gut Teil monochromatischer als die meisten von Ellingtons besten Stücken.“ es herrschen die Posaunen vor und der Plunger ist häufig in Gebrauch; die Saxophone sind untergeordnet und werden hauptsächlich dazu verwendet, um die Pedalnoten zu erzeugen.

## Erste Einspielungen
Die Komposition wurde vom Ellington-Orchester erstmals am 6. März 1940 in Chicago eingespielt, zusammen mit Jack the Bear; die B-Seite der Schallplatte (Victor 25677) war Conga Brava. Die Solisten sind Juan Tizol, „Tricky“ Joe Nanton, Ellington und Jimmy Blanton. Ein so kompliziertes Stück wie Ko-Ko schaffte es lediglich, für eine Woche #25 der US-amerikanischen Hitparade zu erreichen.
Im November dieses Jahres wurde eine weitere Version von Ko-Ko beim Konzert im Fargo, North Dakota mitgeschnitten. Im Januar 1943 spielte es die Band bei ihrem Carnegie-Hall-Konzert. Im Februar 1956 kam es zu einer erneuten Aufnahme für Bethlehem Records.
Die Ellington-Komposition ist nicht mit dem gleichnamigen Stück von Charlie Parker von 1945 zu verwechseln.